# Tianshanella
Tianshanella es un género de foraminífero bentónico normalmente considerado un subgénero de Triticites, es decir, Triticites (Tianshanella) de la subfamilia Schwagerininae, de la familia Schwagerinidae, de la superfamilia Fusulinoidea, del suborden Fusulinina y del orden Fusulinida. Su especie tipo es Triticites (Tianshanella) tianshanensis. Su rango cronoestratigráfico abarca desde el Bashkiriense hasta el Moscoviense inferior (Carbonífero superior).

## Discusión
Clasificaciones más recientes incluyen Tianshanella en la superfamilia Schwagerinoidea, y en la subclase Fusulinana de la clase Fusulinata. Otras clasificaciones lo han incluido en la subfamilia Triticitinae de la familia Triticitidae.

## Clasificación
Tianshanella incluye a las siguientes especies:
- Tianshanella monstruosa †, también considerado como Triticites (Tianshanella) monstruosa †
- Tianshanella tianshanensis †, también considerado como Triticites (Tianshanella) tianshanensis †